# Cyathea dealbata
Fougère argentée
Espèce
Statut CITES
Cyathea dealbata, appelée aussi fougère argentée, est une espèce de fougère arborescente de la famille des Cyatheaceae, endémique de Nouvelle-Zélande.
Elle est l'un des symboles du pays.

## Description

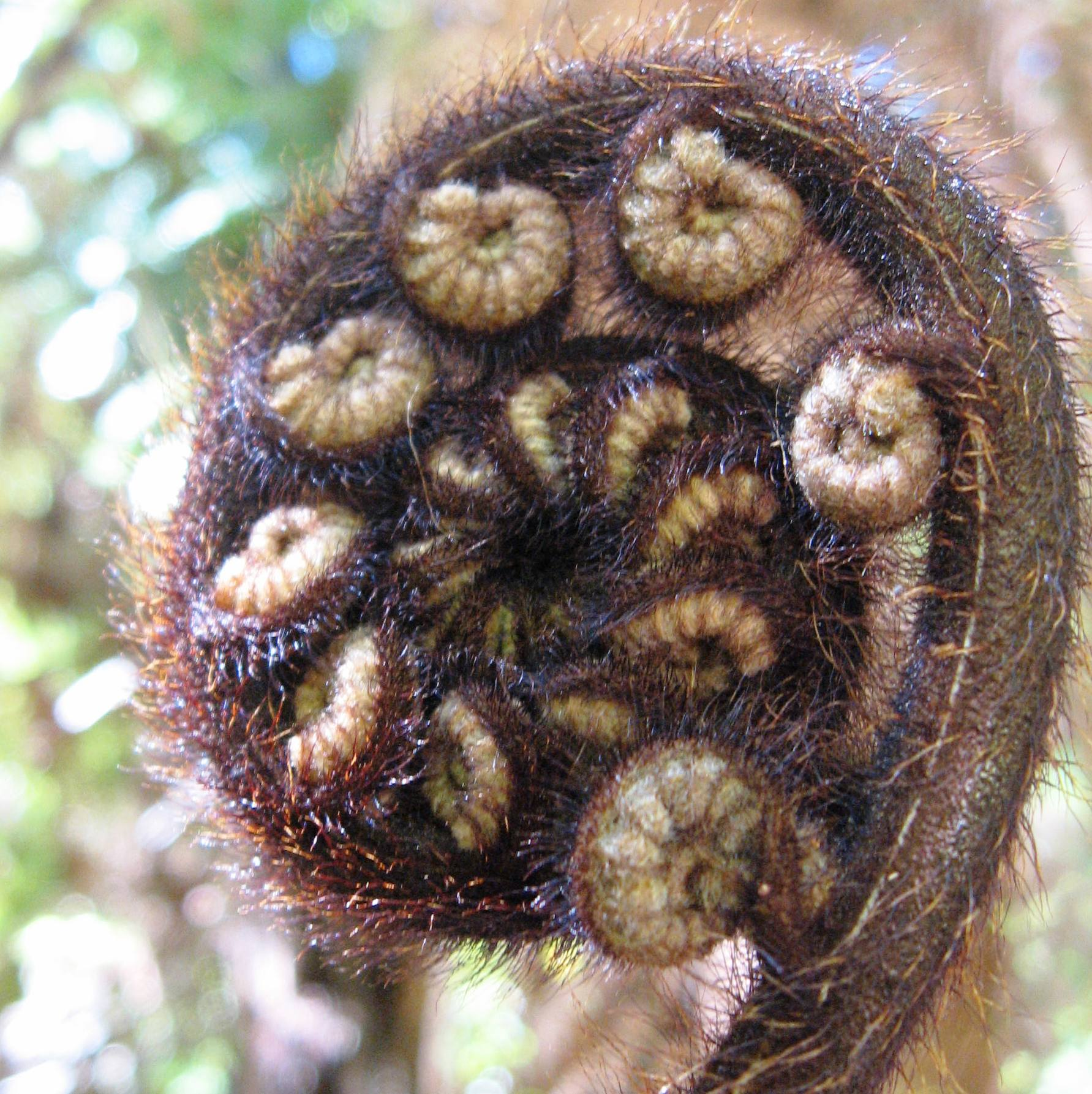
Jeune koru.

Cette fougère peut mesurer 10 m et plus (toutefois elle prend de temps à autre une rare forme rampante). La couronne est dense, les frondes tendent à mesurer environ 4 m en longueur et sont argentées sous les feuilles.
En maori ses jeunes pousses sont appelées « koru » et la plante elle-même « ponga » ou « kaponga ». En anglais elle est communément appelée « silver fern », soit « fougère argentée », en raison de l'aspect argenté de la face inférieure de sa fronde.
Les Maoris l'utilisaient en forêt lors des nuits de pleine lune, en posant ses frondes à l'envers sur le sol pour retrouver leur chemin.

## Symbole national néo-zélandais
La fougère argentée est l'un des symboles nationaux de la Nouvelle-Zélande. Elle figure sur plusieurs symboles officiels, comme les armoiries de la Nouvelle-Zélande et la pièce de 1 dollar néo-zélandais. Elle constitue également l'emblème de nombre d'équipes sportives nationales dont la célèbre équipe de rugby à XV. Sous sa forme développée ou sous celle de koru, elle figure sur la plupart des drapeaux alternatifs proposés pour la Nouvelle-Zélande, à l'instar du drapeau à la fougère argentée qui la représente en blanc sur fond noir.
En 2015-2016, un référendum en deux parties se tient en Nouvelle-Zélande au sujet du drapeau actuel à connotation coloniale. L'un des drapeaux à la fougère remporte le premier référendum contre quatre autres propositions, puis perd le second en récoltant 43,3 % des suffrages (contre 56,6 % pour conserver le drapeau arborant l'Union Jack).

Drapeau proposé en 2015-2016 pour remplacer le drapeau actuel, remportant le premier référendum puis finalement perdant au second référendum (56,6 %)
Drapeau à la fougère argentée.
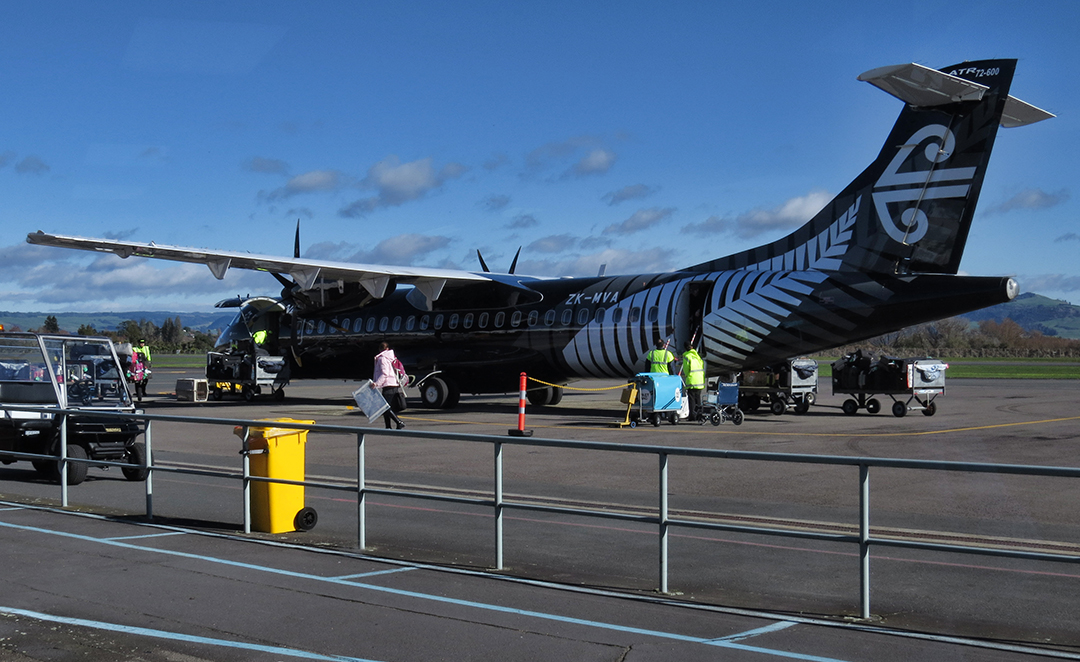
Avion de la Mount Cook Airline.
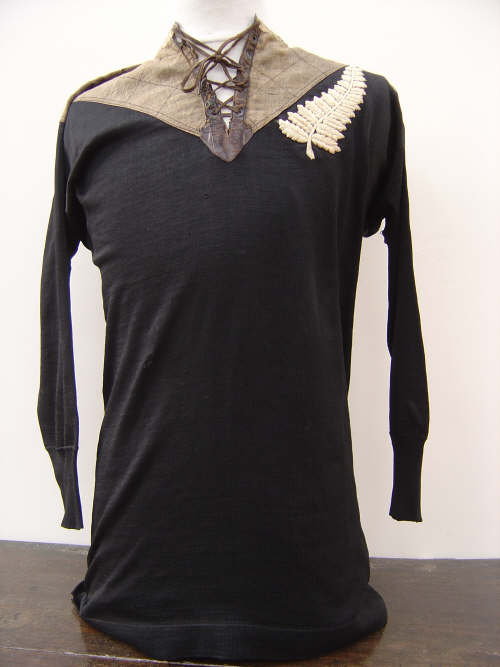
Maillot des All Blacks de 1905.
Logo des All Blacks en 2011.